# Ghergheasa
Ghergheasa – wieś w Rumunii, w okręgu Buzău, w gminie Ghergheasa. W 2011 roku liczyła 1337 mieszkańców.